# 土井美加
土井 美加（どい みか、1954年8月4日 - ）は、日本の女優、声優、ナレーター。宮城県仙台市出身。夫は俳優、声優の伊藤和晃。

## 来歴
宮城学院中学校・高等学校、関東学院女子短期大学を卒業。文学座附属演劇研究所、現代演劇協会附属総合芸術学院を経て、1979年4月より財団法人・現代演劇協会附属劇団昴に所属。2003年2月に昴を退団。フリーとなり、個人事務所『トモダチ』を開設。
演劇プロデュース集団『演劇婦人商会わたらっぱん』を主宰。2011年7月よりムーブマン所属。

## 人物
ミッション系の女子校に通い、当初はバレー部に所属するも1年で退部。1年生の時に観たウィリアム・シェイクスピアのロマンス劇『テンペスト』をやってみたいと思い、演劇部に入る。100人以上の部員がいる人気の部活動ということもあり、発声や早口言葉などの基礎を先輩から厳しく指導される。当初は音響係であった。
中学2年生の時、文化祭で『アンネの日記』の主役を演じる。学校の礼拝堂での上演後、アメリカ人の宣教師の先生から手を握られ、泣きながら感動を伝えられる。この時の思いがうれしい体験として心の中に残り、芝居をすることの楽しさを知る。また、自分が一生懸命になれることに気がつく。演劇が来るような学校だったので、観劇後に役者と対談できる際には必ず参加するようになる。
高校生の時には、自分達で作ったシナリオで芝居を上演し、脚本や演出も行う。文学座の公演『飢餓海峡』を観て、太地喜和子の演じる姿に憧れを抱く。高校卒業後、横浜市内にあるミッション系の女子短大に進学する。
短大を卒業する頃、「このまま仙台に帰ってしまうよりは、一回だけ文学座を受けてみよう」と思い立つ。
この2年間は何もやっていないこともあり、期待薄の受験であった。しかし合格したことで、それでは「10年頑張ろう」と目標を定める。1年後の選考では落ちてしまうも、当初の決意は揺らがず、新たな進路を探すこととする。現代演劇協会の附属劇団の一つであった「雲」にいた友人にも勧められ、後身の昴を受験する。

### 昴について
19歳の時の研究生になった年の夏に、こども劇場で舞台『たくさんのお月さま』に出演しており、主役のレノア姫を演じていた浜田朱里のアンダースタディを務めていた。その時は、冬にこの芝居の再演の話がでたが、浜田が学校のこともあり出演できず、「それじゃ、お前やれ」ということになり、この作品が土井の初舞台になったという。研究生の時、劇団の勧めで参加した東北新社のオーディションに合格し、芝居と声優を同時進行で学ぶ。
当時、声の仕事をする人間を新しく育てようという機運が業界全体に存在しており、制作会社から劇団などに広く呼び掛けが行われていた。付いていた講師は、演出家の佐藤敏夫と伊達康将であった。週1回程度で研修が始まるが、ディレクターの多忙でレッスン時間の確保が難しくなっていく。実践で覚える方針に変更されたため、さまざまな番組のオーディションを受ける。テレビシリーズ『がんばれ!ベアーズ』のアマンダ役に選ばれ、劇団の本公演に立つよりも先にデビューが決定する。アマンダを演じて行く中で、声の仕事の難しさと魅力に引かれていき、たくさんやりたいと思うようになる。ベアーズの出演後、仕事が増え、忙しい時期が訪れる。
昴準演技員に採用された後は、舞台やテレビドラマ、吹き替えなどに加え、アニメの仕事にも取り組む。
タツノコプロ作品「タイムボカンシリーズ」のオーディションに合格し、初のレギュラー出演の機会を得る。折しもアニメブーム、声優ブームの気運があり、他の事務所のマネージャーから参加者を募集していることを伝えられる。かねてより「アニメもやりたいな」と意欲があれどもきっかけがなく、「その方がいなかったら、アニメをやっていないと思うんですよ」という巡り合わせであった。翌年に出演した『超時空要塞マクロス』のヒロイン・早瀬未沙が当たり役となる（第6回アニメグランプリ 女性キャラクター部門1位）。ディズニー作品『ふしぎの国のアリス』などの海外アニメの吹き替えも担当する。
役者を志した際に目標とした10年よりも早く、芝居を始める契機でもあるシェイクスピア劇への出演を果たす。
協会の理事長であり、劇団の主宰・福田恆存の演出で悲劇『ハムレット』のオフィーリアを演じる。翌年には喜劇『夏の夜の夢』にハーミア役で出演し、昴正演技員に昇格している。また、同演出の最後の上演となった木庭久美子の作『父親の肖像』では、主演を務める。
声の出演依頼も継続され、吹き替えでは、ジュリア・ロバーツ、メグ・ライアン、ジョディー・フォスター、サンドラ・ブロック、シガニー・ウィーバーなどの女優を担当。ミッキー＆フレンズのメンバーであるデイジーダックの日本語版専属声優も務める。
その後の演劇活動においては、菊池准の演出で上演された『アルジャーノンに花束を』のオリジナル・メンバーとなる。再演を重ねて、劇団の財産演目へと成長して行く。福田恆存回顧公演として3作品が連続上演された際には、詩劇『明暗』に出演。作者の実妹をモデルに理想化されたヒロインの一人を演じる。
プロデュース公演にも参加し、イプセン現代劇連続上演では、毛利三彌の演出で社会劇『ノーラ、または人形の家』に出演する。
1976年頃に当時同じ劇団員だった伊藤博と出会い、その後1981年頃に舞台『稲妻』で夫婦役を演じてから、伊藤との交際を始めた。1985年9月26日に東京都渋谷区の明治神宮で伊藤と結婚した。

### 独立について
演劇プロデュース集団・演劇婦人商会わたらっぱんの代表を務め、演劇公演を制作する。
旗揚げ公演では、東多江子作の『トタン屋根の女』を上演した。第2回公演では、『よりそう』と題して新作を書き下ろし、2作を連続上演。今後も追いかけていくテーマとする。また、東日本大震災の被災地となった故郷・仙台での公演『えっちゃんの"街" 〜東一番丁物語〜』を企画し、さまざまな思いを胸に刻む。
一方、久保田万太郎の作『鶴亀』や三島由紀夫の作『近代能楽集』などの創作劇にも取り組む。マルセ太郎の喜劇作品では、昴在籍時に外部出演した『イカイノ物語』を契機とし、以後も『花咲く家の物語』といった諸作に出演する。新たな趣向として『蟲師』を原作とした2.5次元舞台や「声優口演」などにも参加していく。
10年先、20年先に立ち、幅広く活動を続ける先輩役者を目標とし、演劇・声優・ナレーションなどで活躍している。

## エピソード
特技は4歳の頃より習い始めた日本舞踊で、藤間流名取の腕前。義太夫や三味線もたしなむ。
憧れた女優は、太地喜和子や李麗仙。唐十郎の状況劇場も好きで、友人たちが誰も興味が無い中で、いつも一人で観劇に行っていたとのこと。

### シェイクスピア
演じることへの興味をいだかせたウィリアム・シェイクスピアとの出会いは、ロマンス劇『テンペスト』の観劇に始まり、実際に学び、演じる機会にも恵まれた。
昴においては、シェイクスピアの翻訳や演出を手掛けていた福田恆存に師事し、悲劇『ハムレット』ではオフィーリアに、喜劇『夏の夜の夢』ではハーミアに選ばれている。前者は福田演出でのシェイクスピア初公演の際に文野朋子が演じた役でもあり、後者は昴の前身である雲の旗揚げ公演の際に岸田今日子が演じた役でもあった。継承のみならず、海外演出家を招いて上演された喜劇『お気に召すまま』ではシーリアに選ばれている。
また、新潮社が制作したオーディオドラマ『ハムレット』でもオフィーリアを演じている。共演者の江守徹は、土井の憧れである太地喜和子が同役を演じた公演でのハムレット役でもあった。この音源は、同社が編纂した日本語訳全集『シェイクスピア大全』にも収録されている。

### ディズニー
かつては、江原正士と共にディズニービデオのナレーション吹き替えを務め、デイジーダックをはじめ複数のキャラクターも演じていた。
しかし土井や江原がナレーションを務めた時代のビデオは、土井がアリス役を担当した『ふしぎの国のアリス』などごく一部を除いて全て廃盤となっている。近年視聴が可能なソフトは、土井がほぼデイジーダック専任となって以降のものか、ブエナ・ビスタ版のものである。

## 出演（女優）

### テレビドラマ
- 赤い衝撃 第2話「かたき同士の家族」（1976年、TBS）
- 夜明けの刑事 第110話「危うし!女刑事」（1977年、TBS）
- 花王愛の劇場・母子草（1979年、TBS）
- 爆走!ドーベルマン刑事 第10話「大爆破3秒前」（1980年、テレビ朝日）
- 噂の刑事トミーとマツ 第59話「ドッキリ写真!女の後ろに犯人が!!」（1981年、TBS） - 喫茶ウェイトレス
- 高校聖夫婦 第20話「落ちこぼれの愛」（1983年、TBS）
- 銭形平次 第37話「宿場町、泣く女」（1987年、日本テレビ）
- 土曜ワイド劇場「捜査回避 再婚したい女が殺された! 殺人容疑は相手の私…」（2002年3月23日、テレビ朝日） - 鈴川衿子

### 舞台
年度不詳
- パーティ・タイム（ダスティ） - 作：ハロルド・ピンター

1976年
- たくさんのお月さま（村の娘、レノア姫） - 作：ジェームズ・サーバー　演出：中西由美[34][35][36]

1981年
- ジュリアス・シーザー（1981年 - 1982年、市民） - 作：ウィリアム・シェイクスピア　演出：福田逸
- ベッドルームを拝借（ジャン） - 作：アラン・エイクボーン　演出：樋口昌弘

1982年
- 御意にまかす（ディナ） - 作：ルイジ・ピランデルロ　演出：荒川哲生
- 業平（女房常子） - 作：川口松太郎　演出：福田恆存

1983年
- エデン・シネマ（シュザンヌ） - 作：マルグリット・デュラス　演出：村田元史

1984年
- ハムレット（オフィーリア） - 作：ウィリアム・シェイクスピア　演出：福田恆存[17]

1985年
- 夏の夜の夢（1985年 - 1986年、ハーミア） - 作：ウィリアム・シェイクスピア　演出：福田恆存 / 樋口昌弘[18]

1988年
- 他人の目（1988年 - 1992年、ベリンダ） - 作：ピーター・シェーファー　演出：加瀬谷慎一
- 父親の肖像（岡村まり江） - 作：木庭久美子　演出：福田恆存 / 樋口昌弘[20]

1990年
- アルジャーノンに花束を（1990年 - 1992年、2001年、フェイ・リルマン、母親ローズ） - 作：ダニエル・キイス　演出：菊池准[22]

1992年
- Road-ロード-（モーリー / クレア） - 作：ジム・カートライト　演出：西川信廣

1993年
- お気に召すまま（シーリア） - 作：ウィリアム・シェイクスピア　演出：リチャード・Ｅ・Ｔ・ホワイト / クリスティン・サンプション[33]

1994年
- ベルナルダ・アルバの家（マリーア・ホセーファ） - 作：フェデリコ・ガルシーア・ロルカ　演出：村田元史

1995年
- カモメたちの晩夏（水野文恵） - 作：ザ・サード・ステージ / 西川信廣　演出：西川信廣
- ザ・カヴァルケイダーズ（ブレイダ） - 作：ビリー・ローチ　演出：菊池准

1996年
- 修道女（アルパジョン修道院長） - 作：ドゥニ・ディドロ　演出：村田元史
- 明暗（河野祥枝） - 作：福田恆存　演出：村田元史[24]

1997年
- 秋の歌（桐岡襟子） - 作：小山祐士　演出：小林裕
- クリスマス・キャロル（1997年 - 2000年、2002年、チャーリー / 子供、街の人、過去の精霊 / ディルバーのかみさん） - 作：チャールズ・ディケンズ　演出：村田元史、松本永実子 / 菊池准[9]

1998年
- プレイング・フォア・タイム－命を奏でて－（エステル） - 作：アーサー・ミラー　演出：村田元史

1999年
- 空騒ぎ（ヒーロー） - 作：ウィリアム・シェイクスピア　演出：菊池准

2000年
- ノーラ、または人形の家（リンデ夫人） - 作：ヘンリック・イプセン　演出：毛利三彌

2001年
- イカイノ物語（2001年、2014年、2021年、町子） - 作・演出：マルセ太郎　演出代行：永井寛孝、演出：永井寛孝[37]

2002年
- いい血、炊き出し…（片岡房子） - 作：鯨エマ
- 風待公園 - 作：ふたくちつよし　演出：村田元史
- 蛍（よし子） - 作：久保田万太郎　演出：大場正昭[29]
- 魔笛（語り手） - 作曲：ヴォルフガング・アマデウス・モーツァルト　台本：エマヌエル・シカネーダー[38]

2003年
- 桜の樹の下で（よし子） - 作：コメオン工房
- 眠れぬ夜（今井の母井出） - 原案：米山公啓　作・演出：鯨エマ

2004年
- 恋の片道切符（矢作朱美） - 作・演出：堤泰之
- 鶴亀（お芳） - 作：里見弴　脚色：久保田万太郎　演出：大間知靖子
- トタン屋根の女（長沢絵美子） - 作：東多江子　演出：森さゆ里[26]

2005年
- 花も嵐も旅芝居（金子みすず） - 作：マルセ太郎　演出：永井寛孝

2006年
- 愛さずにはいられない（石原洋子） - 作・演出：堤泰之

2009年
- a Suite 〜ア・スイート（ローリーの母） - 作：ニール・サイモン　演出：藤田淑子 / 水下きよし
- しぶとさは三文の得！笑う門にはつるかめ荘（玉川みさ） - 作：マルセ太郎　演出：永井寛孝

2010年
- よりそう〜パート１「シャンソンしてて日が暮れて」（関屋悦子） - 原案：土井美加　脚本：シノさん＆わたらっぱん　演出：塩塚晃平
- よりそう〜パート２「よりそう」（女） - 作・演出：塩塚晃平

2012年
- えっちゃんの"街" 〜牛タン、笹かま、七夕シャンソン〜（えっちゃん） - 原案：土井美加　脚本：シノさん　演出：永井寛孝
- 小さなエイヨルフ（鼠ばあさん・リータ） - 作：ヘンリック・イプセン　演出：毛利三彌[39]

2013年
- えっちゃんの"街" 〜東一番丁物語〜（えっちゃん） - 原案：土井美加　脚本：シノさん　演出：永井寛孝
- 「誤認の女」－ダブルバージョン－ - 作・演出：三ツ矢雄二[40]

2015年
- 詠舞台『蟲師』（声） - 作：漆原友紀　舞台原案：長濱博史　演出：中村和明[41]

2017年
- プラネタリウム語り芝居 〜宮沢賢治『双子の星』〜（語り手） - 作：宮沢賢治　演出：小林拓生
- 三島由紀夫の世界vol.1 〜近代能楽集『葵上』〜（六条康子） - 作：三島由紀夫　演出：小林拓生

2018年
- 花咲く家の物語（2018年、2020年） - 作：マルセ太郎　演出：永井寛孝[30]
- 蟲師・音楽夜話『蟲音・奏』 - 原作：漆原友紀　企画・音楽：増田俊郎[42]

2022年
- 文学朗読公演『桜の森の満開の下』 - 作：坂口安吾　構成・演出：宮澤はるな[43]

## 出演（声優）
太字はメインキャラクター。

### テレビアニメ
1977年
- まんが日本絵巻（お梅、おそめ、皇女和宮〈幼年〉、琴、さなえ、栴檀皇女、千姫〈7歳時〉、鎮西八郎為朝〈幼年〉、藤太郎、紫式部〈幼年〉）

1978年
- 新・エースをねらえ!（新聞部員）

1980年
- 宇宙戦士バルディオス（アナウンスリンダ）
- 太陽の使者 鉄人28号（マリー、リーザ）

1981年
- おはよう!スパンク
- 新・ど根性ガエル
- とんでも戦士ムテキング（カエデ）
- まいっちんぐマチコ先生（竹田レイコ、ミユキ）
- ヤットデタマン（1981年 - 1982年、カレン姫）

1982年
- うる星やつら
- おちゃめ神物語コロコロポロン（ディードー）
- 逆転イッパツマン（1982年 - 1983年、ミンミン、屋敷の幽霊）
- 銀河烈風バクシンガー（ミリー）
- 戦闘メカ ザブングル（ガウツ）
- 超時空要塞マクロス（早瀬未沙）
- ときめきトゥナイト（ミエール）
- 魔法のプリンセス ミンキーモモ（第1作）（1982年 - 1983年、ママ、チロル、少年A、子供）

1983年
- 愛の戦士レインボーマン（パステル・プチ）
- イタダキマン（ミャーン）
- 機甲創世記モスピーダ（フーケ）
- 銀河疾風サスライガー（ドナ・リンレイ）
- The かぼちゃワイン（零子）
- さすがの猿飛（MM3・霧賀亜子）
- スペースコブラ
- 聖戦士ダンバイン（1983年 - 1984年、マーベル・フローズン、女A）
- 魔法の天使クリィミーマミ（1983年 - 1984年、森沢なつめ）

1984年
- 重戦機エルガイム（フル・フラット）
- 超時空騎団サザンクロス（ラーナ・イザビア）
- 魔法の妖精ペルシャ（桃子）
- 名探偵ホームズ（バーバラ）

1985年
- おねがい!サミアどん

1986年
- 愛少女ポリアンナ物語（ジェニー・フィティア）
- あんみつ姫（ちとせ飴）
- ゲゲゲの鬼太郎（第3作）（1986年 - 1987年、吉永ルリ子、町子、啓子、皿数え）
- 光の伝説（ディアナ）
- 北斗の拳（トウ〈2代目〉、オウカ）

1987年
- アニメ三銃士（ナナ）
- 宇宙船サジタリウス（イルザ）
- 仮面の忍者 赤影（1987年 - 1988年、やまぶき、千姫）
- 青春名作アニメ（杉子）
- のらくろクン（1987年 - 1988年、木下圭子）

1988年
- 聖闘士星矢（シドの母）
- 鉄拳チンミ（キンタンの母）
- トッポ・ジージョ（TV局ディレクター）
- ハロー!レディリン（緑川美鈴）

1989年
- 悪魔くん（ティタニア、ヘドラ）
- 昆虫物語 みなしごハッチ（ジカバチ）
- 獣神ライガー（女神）
- 天空戦記シュラト（トライロー）

1990年
- アイドル天使ようこそようこ（麻衣子）
- ジャングル大帝（新）（ジュリー）
- 新ビックリマン（魔妃クレオクス / 内裏クレオクス妃）
- 楽しいムーミン一家（トゥーティッキ）
- 魔法使いサリー（1989年版）（運命の女神、ポロンのママ）

1991年
- ジャンケンマン（アイコママ、ホシゾラアゲハ）
- まじかる☆タルるートくん（タルるートのママ〈2代目〉）

1992年
- あしたへフリーキック（伍代アンナ）
- 宇宙の騎士テッカマンブレード（アンジェラ）
- 姫ちゃんのリボン（王妃様、ナレーション）

1993年
- それいけ!アンパンマン（1993年 - 2023年、かげろうちゃん〈初代〉、さくらもちねえさん〈2代目〉、おしんこ巻きくん〈初代〉、バッテラさん）
- 美少女戦士セーラームーン（1992年 - 1993年、クイーン・セレニティ） - 2シリーズ

1994年
- ツヨシしっかりしなさい（サナエ）
- 覇王大系リューナイト（1994年 - 1995年、メル）
- 幽☆遊☆白書（女）

1995年
- 愛天使伝説ウェディングピーチ（レインデビラ、ももこの母）
- 恐竜冒険記ジュラトリッパー（青い瞳）
- 新世紀エヴァンゲリオン（赤木ナオコ）
- NINKU -忍空-（沙也香）
- ふしぎ遊戯（昴宿）
- マクロス7（#52「最強女の艦隊」ナレーション）

1996年
- こちら葛飾区亀有公園前派出所（今村今日子〈麻里今日子〉、瑞恵）
- こどものおもちゃ（坂井佳子）
- 超者ライディーン（ウンディーネ）
- 花より男子（道明寺楓）
- モジャ公（大魔女）
- るろうに剣心 -明治剣客浪漫譚-（高荷恵）

1997年
- EAT-MAN（タチアナ・コズイレフ）
- 手塚治虫の旧約聖書物語（ハガル）
- 名探偵コナン（佐伯麗子）

1998年
- アンドロイド・アナ MAICO 2010（梅さん）
- カウボーイビバップ（アリサ）
- 金田一少年の事件簿（三田村圭子、万代鈴江）
- ふしぎ魔法ファンファンファーマシィー（イライザ）
- LEGEND OF BASARA（千草）

1999年
- A.D.POLICE（ゼニア・コリンズ）
- 星界の紋章（ラマージュ）
- セラフィムコール（桐子）
- デュアル!ぱられルンルン物語（羅螺鮎子）
- へっぽこ実験アニメーション エクセル♥サーガ（ディレクター）
- ONE PIECE（1999年 - 、コビー）

2000年
- 風まかせ月影蘭（おゆう）
- 星界の戦旗（ラマージュ）
- タイムボカン2000 怪盗きらめきマン（プリンセス・オットー）
- ファーブル先生は名探偵（マリー）
- BOYS BE…（胡桃沢彗子）

2001年
- シャーマンキング（麻倉茎子）
- HELLSING（ローラ）
- おジャ魔女どれみ シリーズ（2001年 - 2002年、先々代の女王様・マジョトゥルビヨン） - 2シリーズ

2002年
- キディ・グレイド（エクリプス）
- 最終兵器彼女（シュウジの母）

2003年
- エアマスター（崎山香織）
- 人間交差点（津々井やす子）

2004年
- 愛してるぜベイベ★★（翔太の母）
- アガサ・クリスティーの名探偵ポワロとマープル（メアリ・プリチャード）
- 攻殻機動隊 S.A.C. 2nd GIG（裁判長）
- リングにかけろ1（高嶺千代）
- レジェンズ 甦る竜王伝説（ガリオン）

2005年
- 奥さまは魔法少女（嬉子の母）
- Canvas2 〜虹色のスケッチ〜（美咲静）
- ほとり〜たださいわいを希う。〜（小倉まゆ）
- 蟲師（語り・ぬい）

2006年
- 桜蘭高校ホスト部（藤岡琴子、ハートの女王）
- スーパーロボット大戦OG -ディバイン・ウォーズ-（ソフィア）
- ゼロの使い魔（2006年 - 2012年、タバサの母） - 3シリーズ
- ひまわりっ!（やつがしら）
- ふたりはプリキュア Splash Star（日向沙織）
- 妖怪人間ベム（ラナン・シー）

2007年
- ドラゴノーツ -ザ・レゾナンス-（タナトス）
- ひまわりっ!!（やつがしら）

2008年
- キャシャーン Sins（ホールター）
- ゲゲゲの鬼太郎（第5作）（後神）
- ゴルゴ13（マガリス・アルメーダ）
- 伯爵と妖精（女王メロウ）
- 遊☆戯☆王5D's（エンシェント・フェアリー・ドラゴン）

2009年
- 夏目友人帳 シリーズ（2009年 - 2024年、七瀬） - 5シリーズ

2010年
- 怪談レストラン（レイコの母）
- キディ・ガーランド（エクリプス）
- ひめチェン!おとぎちっくアイドル リルぷりっ（古林幸恵）

2011年
- スーパーロボット大戦OG -ジ・インスペクター-（ソフィア・ネート）

2012年
- トリコ（美子）
- ONE PIECE エピソードオブルフィ 〜ハンドアイランドの冒険〜（コビー）

2013年
- 惡の華（佐伯奈々子の母）
- ビビッドレッド・オペレーション（紫条悠里）

2014年
- 山賊の娘ローニャ（ウンディス）
- 東京喰種トーキョーグール（村松キエ）
- 蟲師 続章（声） - 1シリーズ + 特別編

2015年
- まじっく快斗1412（ばあや）

2017年
- THE REFLECTION（デボラ）
- ONE PIECE エピソードオブ東の海 〜ルフィと4人の仲間の大冒険!!〜（コビー）

2018年
- とある魔術の禁書目録III（2018年 - 2019年、親船最中）

2019年
- 臨死!!江古田ちゃん（江古田ちゃん〈第7話〉）

2020年
- Fate/Grand Order -絶対魔獣戦線バビロニア-（老婆）
- 22/7（藤間さくら）

2021年
- SHAMAN KING（2021年 - 2022年、麻倉茎子）

2022年
- ヒーラー・ガール（しのぶの祖母）

2023年
- もののがたり（爪弾）
- 葬送のフリーレン（村人）
- 川越ボーイズ・シング（2023年 - 2024年、響アリサ）
- キボウノチカラ〜オトナプリキュア'23〜（日向沙織）

2024年
- 薬屋のひとりごと（2024年 - 2025年、水蓮） - 2シリーズ

### 劇場アニメ
1984年
- 超時空要塞マクロス 愛・おぼえていますか（早瀬未沙）

1989年
- ひみつのアッコちゃん 海だ! おばけだ!! 夏祭り（白いイルカ）
- 魔女の宅急便（ケットの母）

1990年
- CAROL（リート）
- 殺人切符はハート色（十津川美沙子）
- まっ黒なおべんとう（折免しげこ）

1994年
- 邦ちゃんの一家ランラン（お母さん）

1997年
- ソリトンの悪魔（秋華）

2002年
- ONE PIECE 夢のサッカー王!（コビー）

2004年
- ハードル 真実と勇気の間で（有沢美音）

2005年
- あした元気にな〜れ! 半分のさつまいも（かあちゃん）
- ガラスのうさぎ（西山シゲ）
- NAGASAKI 1945 アンゼラスの鐘

2008年
- 映画 Yes!プリキュア5GoGo! お菓子の国のハッピーバースディ♪（デザート女王）

2009年
- きかんしゃ やえもん（ナレーション）
- ONE PIECE FILM STRONG WORLD（シャオの母）

2012年
- ONE PIECE FILM Z（コビー）

2018年
- モンスターストライク THE MOVIE ソラノカナタ（エレナ）

2019年
- ONE PIECE STAMPEDE（コビー）

2022年
- ONE PIECE FILM RED（コビー）

2023年
- BLUE GIANT

### OVA
1984年
- 魔法の天使クリィミーマミ 永遠のワンスモア（森沢なつめ）

1985年
- 艶姿 魔法の三人娘（森沢なつめ）
- こちら葛飾区亀有公園前派出所（秋本・カトリーヌ・麗子）
- 戦え!!イクサー1（小夜子の母）
- 魔法の天使クリィミーマミ ラブリーセレナーデ（森沢なつめ）
- 魔法の天使クリィミーマミ ロング・グッドバイ（森沢なつめ）
- 魔法のプリンセス ミンキーモモ 夢の中の輪舞（ママ）

1986年
- アウトランダーズ（モモ）
- クリィミーマミ ソングスペシャル2 カーテンコール（森沢なつめ）
- ぴえろ魔法少女シリーズ（1986年 - 1987年、森沢なつめ） - 2作品

1987年
- 学園特捜ヒカルオン（葉月あづみ）
- 魔女っ子クラブ4人組 A空間からのエイリアンX（森沢なつめ）
- 新歌舞伎町ストーリー 花のあすか組!（ハコザキ）

1988年
- アップルシード（フレイア）
- 宇宙の戦士（デラドリア艦長）
- トウキョウ・バイス（教授夫人）

1989年
- イース（サラ＝トバ）
- エクスプローラーウーマン・レイ（杵築麗奈）
- エンゼルコップ（三加和蓉〈エンゼル〉）
- 湘南爆走族5 青ざめた暁（立花紅子）
- シンデレラエクスプレス（美沙）
- 敵は海賊〜猫たちの饗宴〜（メニアック）
- ドッグソルジャー DOG SOLDIER:SHADOWS OF THE PAST（キャシー）
- MEGAZONE23 III（ミューラー）

1990年
- A.D.POLICE（キャロライン・エバンス）
- 新カラテ地獄変（フォアラ）
- 花のあすか組!2 ロンリーキャッツ・バトルロイヤル（最首）
- 冒険!イクサー3（ファイバー）
- 魔物ハンター妖子（学園長）

1991年
- 聖伝-RG VEDA-（九曜、般羅若）
- 人魚の森（登和）

1992年
- 愛物語 9 Love Stories（ヨウコ）
- HUMANE SOCIETY 〜人類愛に満ちた社会〜（ローザ〈フレイア〉）
- 三毛猫ホームズの幽霊城主（矢坂ゆかり）

1993年
- アイドル防衛隊ハミングバード（取石葉月）
- エイトマンAFTER（横川サチ子）
- MINKY MOMO IN 夢にかける橋（美女）

1994年
- Cryingフリーマン（我婥）
- MINKY MOMO IN 旅だちの駅（女）

1995年
- ブラック・ジャック（ミシェル・プチ〈ミシェル・ロシャス〉）

1996年
- GOLDEN BOY さすらいのお勉強野郎（女プロデューサー）

1997年
- 竜機伝承（フィオレナ）

1998年
- 銀河英雄伝説外伝 千億の星、千億の光（ヴァレリー・リン・フィッツシモンズ）
- 新・男樹（村田久美子）

1999年
- 旭日の艦隊（マーガレット1世）
- てなもんやボイジャーズ（横山タツエ）

2001年
- るろうに剣心 -明治剣客浪漫譚- 星霜編（高荷恵）

2004年
- 影Shadow（葵、彩貴）※アダルトアニメ

2005年
- 星界の戦旗III（ラマージュ）

2010年
- Halo Legends（ママ）

### Webアニメ
- 亡念のザムド（2008年、須磨子[71]）
- サクラ革命 〜華咲く乙女たち〜 スペシャルアニメ（2020年、青島きりん）
- Kanpai! -乾杯-（2021年、サクラ[72]）
- UZUMAKI: Animated TV Series（2024年、斎藤雪枝）

### ゲーム
1992年
- ファージアスの邪皇帝（エミタスア）

1997年
- QUOVADIS 2〜惑星強襲オヴァン・レイ〜（ドナー・アナガリス）
- サターンスーパー Vol.11（ナレーション）
- スーパーロボット大戦F / F完結編（1997年 - 1998年、マーベル・フローズン、フル・フラット） - 2作品

1999年
- スーパーロボット大戦シリーズ（1999年 - 2023年、マーベル・フローズン） - 8作品
- ペルソナ2 罪（メタル・マム）
- 機動戦士ガンダム外伝 コロニーの落ちた地で…（アニタ・ジュリアン）

2000年
- 機動戦士ガンダム（アニタ・ジュリアン）
- スーパーロボット大戦α / α for DC（2000年 - 2001年、マーベル・フローズン、早瀬未沙） - 2作品
- フェイバリットディア 純白の預言者（セレニス）

2001年
- スーパーロボット大戦α外伝（メイガス）

2002年
- キングダム ハーツ（デイジー、アリス）
- ディズニーゴルフクラシック（デイジー）

2003年
- SUNRISE WORLD WAR Fromサンライズ英雄譚（フル・フラット、マーベル）
- 新世紀エヴァンゲリオン2（赤木ナオコ）

2005年
- キングダム ハーツII（デイジー）
- ロマンシング サガ -ミンストレルソング-（シフ）

2006年
- 新世紀エヴァンゲリオン2 造られしセカイ -another cases-（赤木ナオコ）
- ふたりはプリキュア Splash Star パンパカゲームでぜっこうちょう!（日向沙織）

2008年
- マクロスエースフロンティア（早瀬未沙）

2009年
- ぼくのなつやすみ4 瀬戸内少年探偵団「ボクと秘密の地図」（おばちゃん）
- マクロスアルティメットフロンティア（早瀬未沙）

2010年
- テイルズ オブ グレイセス エフ（フォドラクイーン）
- ONE PIECE ギガントバトル!（コビー）

2011年
- Kinect: ディズニーランド・アドベンチャーズ（デイジー、アリス）
- テイルズ オブ エクシリア（エリン・マティス）
- ペルソナ2 罪 INNOCENT SIN（メタル・マム）
- マクロストライアングルフロンティア（早瀬未沙）
- ONE PIECE アンリミテッドクルーズ スペシャル（コビー）
- ONE PIECE ギガントバトル! 2 新世界（コビー）

2013年
- ディズニー エピックミッキー2:二つの力（デイジー）
- ビビッドレッド・オペレーション -Hyper Intimate Power-（紫条悠里）
- マクロス30 銀河を繋ぐ歌声（早瀬未沙）

2014年
- 機動戦士ガンダム サイドストーリーズ（アニタ・ジュリアン）
- キングダム ハーツ HD 2.5 リミックス（アリス、デイジー）

2015年
- ワンピース 海賊無双3 / 4（2015年 - 2020年、コビー） - 2作品

2016年
- SDガンダム GGENERATION GENESIS（アニタ・ジュリアン）
- Destiny 2（ユーナ）

2018年
- モンスターストライク（デイジー）
- Destiny 2 : 孤独と影（セディア）

2020年
- サクラ革命 〜華咲く乙女たち〜（青島きりん）

2023年
- マクロス -Shooting Insight-（早瀬未沙）

### オーディオドラマ
- Weiß kreuz Glühen Fight Fire With Fire（バーンズ警備主任）
- CDシアター ドラゴンクエストシリーズ（ネリー）
- 水妖記（ウンディーネ）
- 貝の火（ホモイ）
- シェイクスピア大全『ハムレット』（オフィーリア）
- テイルズ オブ グレイセス エフ 2012 Winter（ユリーシア）
- 天空戦記シュラト 八部衆 THE WORLD（トライロー）
- トリコロ（七瀬幸江）
- 火の鳥－永遠の生命－（火の鳥）
- ボクがCDになった理由 龍三郎、ミュージカルする。（渋沢蝶子）

### 歌曲
- 機甲創世記モスピーダ
  - 愛の小石（作詞：阿佐茜、作曲：久石譲）
- 超時空要塞マクロス
  - 想い出のホワイト・クリスマス（作詞：阿佐茜、作曲：羽田健太郎）
  - 傘の中（作詞：阿佐茜、作曲：羽田健太郎）
  - 遥かなる想い（作詞：阿佐茜、作曲：羽田健太郎）
  - 星の夜のミサ（作詞：阿佐茜、作曲：羽田健太郎）
- るろうに剣心 -明治剣客浪漫譚-
  - この世界の片隅で…（作詞：山田ひろし、作曲：見岳章）
  - 2 Of A Kind!（作詞：山田ひろし、作曲：太田美知彦）
- レジェンズ 甦る竜王伝説
  - 大地よりの使者（作詞：山田ひろし、作曲：有澤孝紀）
- ONE PIECE
  - 1st Friend Forever（作詞：藤林聖子、作曲：田中公平）

### 吹き替え

#### 映画
- アイ ウォント ユー（ヘレン〈レイチェル・ワイズ〉）
- アイデンティティー（カロライン〈レベッカ・デモーネイ〉）※テレビ東京版
- 愛という名の疑惑（ダイアナ・ベイラー〈ユマ・サーマン〉）
- 愛と死の間で（アマンダ・“グレイス”・シャープ〈エマ・トンプソン〉）
- 愛と青春の旅だち（ケイシー・シーガー〈リサ・アイルバッハー〉）※フジテレビ版
- 青い相姦（ジモーナ〈フリーデリケ・ワーグナー〉）
- 赤ずきん（おばあちゃん〈ジュリー・クリスティ〉）
- アデルの恋の物語（アデル・ユゴー〈イザベル・アジャーニ〉）
- アドベンチャー・アーク/アポロンの秘宝（キャロル〈スージー・サドロウ〉）※テレビ朝日版
- アバウト・ア・ボーイ
- アバランチエクスプレス（ヘルガ〈クリスティーナ・ネル〉）
- アムステルダム無情（ローラ〈モニク・ヴァン・デ・ヴェン〉）
- アメリカン・ファイトクラブ（英語版）（リタ〈マリア・デル・マー〉）
- アライバル2（ブリジット〈ジェーン・シベット〉）
- 阿羅漢（司馬燕〈ファン・チュウ・イェン〉）※日本テレビ版
- アル・フランケンはMr. ヘルプマン（英語版）（ジュリア〈ローラ・サン・ジャコモ〉）
- アンブレイカブル（イライジャの母〈シャーレイン・ウッダード〉）※テレビ東京版
- イーストウィックの魔女たち（スーキー〈ミシェル・ファイファー〉）
- いつか晴れた日に（エレノア・ダッシュウッド〈エマ・トンプソン〉）
- いつも心に太陽を（パメラ〈ジュディ・ギーソン〉）
- ウィスキー（マルタ・アクーニャ 〈ミレージャ・パスクアル〉）
- ヴィレッジ（アリス・ハント〈シガニー・ウィーバー〉）※日本テレビ版
- 裏窓（不明） ※テレビ朝日版、（リザ・フレモント〈グレース・ケリー〉）※機内上映版[77]
- エーゲ海に捧ぐ（アン〈マリア・ダレッサンドロ〉）※日本テレビ版
- 永遠のアフリカ（英語版）（クーキー〈キム・ベイシンガー〉）
- エイリアンVSエイリアン（英語版）（ヒラリー〈ディディ・ファイファー〉）
- エグゼキューター 復讐の黙示録（英語版）（マリア・エルギン〈ブリオニー・グラスコ〉）※テレビ東京版
- エグゼクティブ・コマンド（リサ〈ロビン・ラング〉）※フジテレビ版
- S.E.K. Spezial Ein-satz Kommando（メルバ〈カーチャ・フリント〉）
- エマニュエル（マリア〈ソフィー・ベルジェル〉）※テレビ朝日版
- エリア51（ケリー・ウェルズ〈フェイス・フォード〉）
- エリザベス:ゴールデン・エイジ（メアリー・スチュワート〈サマンサ・モートン〉）
- オーバー・ザ・トップ（クリスティーナ・カトラー〈スーザン・ブレイクリー〉）※TBS版（BD収録）
- オフィスキラー（ノラ〈ジーン・トリプルホーン〉）
- カーマ・スートラ/愛の教科書（タラ〈サリタ・チョウドリー〉）
- カリフォルニア・ドリーミング（英語版）（ステファニー・ブック〈タニア・ロバーツ〉）
- カンダハール（ナファス〈ニルファー・パズィラ〉）
- カンフーキッド/好小子（リンリン）
- ガン・ホー（オードリー〈ミミ・ロジャース〉）
- キバリーヒルズ・コップ（キャシー・ファーガソン〈エリカ・ギンペル〉）
- キャンディマン（ヘレン・ライル〈ヴァージニア・マドセン〉）
- ギルティ/罪深き罪（ジェニファー・ヘインズ〈レベッカ・デモーネイ〉）
- きれいなおかあさん（ダー・ホー〈ユエ・シウチン〉）
- キングサイズ（アリス〈カタジーナ・フィグラ〉）
- キンダガートン・コップ（ジョイス〈ペネロープ・アン・ミラー〉）※ソフト版
- 靴に恋して（イザベル〈アンヘラ・モリーナ〉）
- クライム・オブ・パッション（エイミー〈アニー・ポッツ〉）
- クリーチャー（スーザン〈マリー・ローラン〉）
- クリスタル殺人事件（チェリー・ベイカー〈ウェンディ・モーガン〉）
- クリップス（バーバラ・ベクネル〈リン・ウィットフィールド〉）
- グレン・ミラー物語（ヘレン・バーガー〈ジューン・アリソン〉）※テレビ東京版（DVD収録）
- クロオビキッズ（ジェシカ・ダグラス〈マルガリータ・フランコ〉）
- クロッシング・マインド 消えない銃声（ナンシー・グリーン〈キャサリン・キーナー〉）
- クロニクル（カレン・デトマー〈ボー・ピーターソン〉）
- 黒ひげ大旋風（ジョー・アン・ベイカー〈スザンヌ・プレシェット〉）※ソフト版
- 決闘の町（マリア〈ルス・ハンプトン〉）
- コイサンマン（アン〈レナ・ファルジア〉）※TBS版
- 恋の魔術にかかったとき（メラニー・ジェームズ〈ジェニー・シーグローヴ〉）
- 恋人たちの予感（マリー〈キャリー・フィッシャー〉）※ソフト版、日本テレビ版
- ゴッド・アーミー/悪の天使（キャサリン・ヘンリー〈ヴァージニア・マドセン〉）
- ゴッド・ギャンブラー（ジャネット〈チョン・マン〉）※ビデオ版
- 小びとの森の物語（エリザベス〈カレン・ドートリス〉）※ビデオ版
- コマンドー（シンディ〈レイ・ドーン・チョン〉）※テレビ朝日版、吹替の帝王版
- こわれゆく世界の中で（アミラ〈ジュリエット・ビノシュ〉）
- コンクリート・ウォー（スーザン・ドレイク〈シャノン・トゥイード〉）
- サイボーグ（パール・プロフィット〈デイル・ハドン〉）※ビデオ版
- サイボーグ3（英語版）（キャッシュ〈クリスティン・ヘイジ〉）
- 再来!キョンシーズ（ランラン）
- ザ・インターネット（アンジェラ・ベネット〈サンドラ・ブロック〉）※フジテレビ版
- ザ・サイレンサー MAGNUM357（ジャネット・フッド捜査官 〈シンディ・アンビュル〉）
- さすらいの航海（アンナ・ローゼン〈リン・フレデリック〉）
- ザ・デイ・アフター
- サバイバル・ガイド（パターソン〈アン・ダウド〉）
- ザ・ファーム 法律事務所（ビーチの若い女 〈カリーナ・ロンバード〉）※フジテレビ版
- ザ・ファン（ジョエル・スターン〈エレン・バーキン〉）※ソフト版
- ザ・フォール （リサ〈キム・ハフマン〉）
- ザ・フォッグ（エリザベス・ソリー〈ジェイミー・リー・カーティス〉）※テレビ朝日版
- ザ・ペーパー（マーサ・ハケット〈マリサ・トメイ〉）
- サマーシュプール/ぶっ飛び! ダイナマイト・レース（英語版）（セリーナ〈シャーリー・ベラフォンテ〉）
- さらば友よ（ドミニク〈ブリジット・フォッセー〉）※TBS版
- サンキュー、ボーイズ（ミセス・ドノフリオ〈ロレイン・ブラッコ〉）
- 三銃士
- サンダー（シーラ〈ヴァレリア・ロス〉）
- サンダーアーム/龍兄虎弟（メイ〈ローラ・フォルネル〉）※フジテレビ版
- サンダードラゴン（ラム〈サンドラ・ン〉）
- サンドラ・ブロック in アマゾン（英語版）（アリッサ・ロスマン〈サンドラ・ブロック〉）
- 三匹荒野を行く（エリザベス）
- JFK（ジュリア・アン・マーサー〈ジョー・アンダーソン〉）※テレビ朝日版
- ジェイコブス・ラダー（ジェジー〈エリザベス・ペーニャ〉）※日本テレビ版
- ジェニファーの明日 あなたを抱きしめさせて（ジェニファー〈ローラ・サン・ジャコモ〉）※NHK版
- ジェニファー8（ヘレナ〈ユマ・サーマン〉）
- 地獄の女アンドロイド（英語版）（アリソン〈ステイシー・ハイダック〉）
- 地獄の女囚コマンド（シーラ・ロジャーズ〈バーバラ・ニーヴン〉）
- 7月4日に生まれて（ドナ〈キーラ・セジウィック〉）※ビデオ版
- 死への逃避行（フランス語版）（カトリーヌ・レリス / ルシエ・ブレンターノ〈イザベル・アジャーニ〉）※テレビ東京版（BD収録）
- 死亡遊戯（アン・モリス〈コリーン・キャンプ〉）
- ジミー さよならのキスもしてくれない（ジョイス〈アン・マグナソン〉）
- ジャック・サマースビー（ローレル・サマースビー〈ジョディ・フォスター〉）※ソフト版
- シャドー（マーゴ・レイン〈ペネロープ・アン・ミラー〉）※ビデオ版
- シャム猫FBI/ニャンタッチャブル（パティ・ランドール〈ヘイリー・ミルズ〉）
- ジュマンジ（サラ・ウィットル〈ボニー・ハント〉）※フジテレビ版（デラックスエディションBD収録）
- ショート・サーキット（ステファニー・スペック〈アリー・シーディ〉）
- ショコラ（カロリーヌ〈キャリー＝アン・モス〉）
- 白雪姫とエッチな仲間たち（ナレーション）
- シルバー・サドル 新・復讐の用心棒（マーガレット・バレット〈シンツィア・モンレール〉）
- 新・13日の金曜日（パム〈メラニー・キンナマン〉）
- 新Mr.BOO！お熱いのがお好き（ディンディン〈チェリー・チェン〉）
- 新・霊幻道士 風水捜査篇（女魔術師〈西脇美智子〉）
- スーパーコップ90（ローラ・デミング〈セーラ・ウォード〉）※ビデオ版
- スーパー・タッチダウン（スザンヌ・カーター〈ハーレイ・ジェーン・コザック〉）
- スカーフェイス（ジーナ・モンタナ〈メアリー・エリザベス・マストラントニオ〉）※テレビ朝日版
- スタンド・バイ・ミー（ゴードン・ラチャンス〈ウィル・ウィトン〉）※DVD版
- ステッピング・アウト（英語版）（リン〈ジェーン・クラコウスキー〉）
- ストレンジ・デイズ/1999年12月31日（フェイス・ジャスティン〈ジュリエット・ルイス〉）
- スパルタンX（シルビア〈ローラ・フォルネル〉[78]）※フジテレビ版
- スリーウイメン/この壁が話せたら（英語版）（トンプソン〈シェール〉）
- スリーサム 危険な関係（アレックス〈ララ・フリン・ボイル〉）
- スリーメン&リトルレディ（シルビア〈ナンシー・トラヴィス〉）※ソフト版
- スローター/怒りの銃弾（アン〈ステラ・スティーヴンス〉）
- 西太后（麗妃〈チョウ・チェ〉）※日本テレビ版
- 絶叫屋敷へいらっしゃい（ダイアン・ライトソン〈デミ・ムーア〉）
- 1900年（アニタ〈アンナ・ヘンケル〉）
- 戦場でワルツを（ソロモン博士〈ザハヴァ・ソロモン〉）
- ソウシリーズ（ジル・タック〈ベッツィ・ラッセル〉）
  - ソウ4
  - ソウ5
  - ソウ6
  - ソウ ザ・ファイナル 3D
- 大丈夫日記（中国語版）（ガーライ〈ン・ガーライ〉）
- 大統領の執事の涙（ナンシー・レーガン〈ジェーン・フォンダ〉）※BSジャパン版
- タイムボンバー（アンナ・ノルマー博士〈パッツィ・ケンジット〉）
- 大陸英雄伝（英語版）（マン〈イップ・トン〉）
- ダウト〜あるカトリック学校で〜（シスター・レイモンド〈オードリー・ニーナン〉）
- 007/リビング・デイライツ（カーラ・ミロヴィ〈マリアム・ダボ〉）※ANA機内上映版[79]
- 007/消されたライセンス（パメラ・ブービエ〈キャリー・ローウェル〉）※ANA機内上映版[80]
- ダブル・ビジョン（楊法医〈ヤン・クイメイ〉）
- 誰かがあなたを愛してる（ペギー〈吳福星〉）
- タワー（リンダ〈スーザン・ノーマン〉）
- ダンク・ブラザース/脱線ファンにご用心（キャロル・オハラ〈ゲイル・オグレイディ〉）
- ダンス・ウィズ・ウルブズ（拳を握って立つ女〈メアリー・マクドネル〉）※日本テレビ版
- ダンス・ウィズ・ミー（英語版）（ルビー〈ヴァネッサ・ウィリアムス〉）
- 探偵マイク・ハマー/幻の女（ベルダ〈タニア・ロバーツ〉）
- 小さな贈りもの（モー〈ジャニーン・ガラファロー〉）
- チキ・チキ・バン・バン（トルーリー・スクランプシャス〈サリー・アン・ハウズ〉[81]）※ソフト版
- チャイニーズ・ゴースト・ストーリー2（ユッチー〈ミッシェル・リー〉）※ソフト版
- チャイルド・プレイシリーズ
  - チャイルド・プレイ（カレン・バークレー〈キャサリン・ヒックス〉）
  - チャイルド・プレイ/チャッキーの花嫁（ティファニー〈ジェニファー・ティリー〉）
  - チャイルド・プレイ 〜チャッキーの狂気病棟〜（ティファニー〈ジェニファー・ティリー〉）
- チャップリンのスケート（社交界の娘〈エドナ・パーヴァイアンス〉[82]）※スター・チャンネル版
- チャップリンの霊泉（保養所に来た娘〈エドナ・パーヴァイアンス〉[83]）※スター・チャンネル版
- ツイ・ハークのゴーストホーム/13日の金曜日の妻たちへ（チョイ・ファ / ラン・ファ〈アニタ・ムイ〉）
- デス・ゲーム2025（アレックス・トーレス〈ヴァネッサ・ウィリアムス〉）
- デストラクション/制御不能（ケリー・マッコード〈クリスティン・クローク〉）※ビデオ版
- デッドゾーン（サラ・ブラックネル〈ブルック・アダムス〉）
- デモンズ（シェリル〈ナターシャ・ホーヴェイ〉）
- デルタフォース3（ウェンディ・ジャクソン〈キャンディス・ブレッカー〉）※ビデオ版
- トーク・レディオ（ローラ〈レスリー・ホープ〉）※TBS版
- トゥームストーン（ジョセフィーン・マーカス〈ダナ・デラニー〉）
- 独身SaYoNaRa! バチェラー・パーティ（デビー・トンプソン〈タウニー・キティン〉）
- ドクター・モローの島（マリア〈バーバラ・カレラ〉）※日本テレビ新録版
- ドク・ハリウッド（ルー〈ジュリー・ワーナー〉）※ソフト版
- Dot. ドット（オリビア〈イーディ・ファルコ〉）
- ドラゴン少林拳（メイファ〈ドリス・ロン〉）
- トラブル・バスター（スーザン・ヨハンソン警部〈グネール・フレッド〉）
- トランザム7000
- トロン（ローラ/ヨーリ〈シンディ・モーガン〉）※フジテレビ版
- 永遠の愛に生きて（ジョイ・グレシャム〈デブラ・ウィンガー〉）
- ナイト・オブ・ザ・リビングデッド（ヘレン・クーパー〈マリリン・イーストマン〉[84]）
- ナイト・オブ・ザ・リビングデッド/死霊創世記（バーバラ〈パトリシア・トールマン〉[85]）
- ナインハーフ3（英語版）（エミリー・デュボワ〈クララ・ベラール〉）
- 難破船（メアリー・グラント〈ヘイリー・ミルズ〉）
- ニューマン（英語版）（サラ・カーソン〈マーシャ・ストラスマン〉）
- ニューヨーク東8番街の奇跡（マリサ〈エリザベス・ペーニャ〉[86]）※ソフト版
- ネメシス（ジュリアン〈デボラ・シェルトン〉）
- ネル（ポーラ・オルセン医師〈ナターシャ・リチャードソン〉）
- のるかそるか（パム〈テリー・ガー〉）※ビデオ版
- ハード・ウェイ（スーザン〈アナベラ・シオラ〉）※ソフト版
- バート・レイノルズ/ブレイキング・イン（英語版）（キャリー〈シーラ・ケリー〉）
- バーニング（サリー〈キャリック・グレン〉）※フジテレビ版（ソフト収録）
- ハーレム・ナイト（ドミニク・ラ・ルー〈ジャスミン・ガイ〉）※ソフト版
- 背信の日々（キャサリン・ウィーヴァー〈デブラ・ウィンガー〉）
- パスト・テンス/殺意のリフレイン（英語版）（トリー〈ララ・フリン・ボイル〉）
- バック・イン・ザ・USSR（クラウディア〈デイ・ヤング〉）※テレビ東京版
- パッセンジャー57（マーティ・スレイトン〈アレックス・ダッチャー〉）※ソフト版
- バッド・ガールズ（アイリーン〈アンディ・マクダウェル〉）※テレビ朝日版
- バッドボーイズシリーズ
  - バッドボーイズ（テレサ・バーネット〈テレサ・ランドル〉）※ソフト版
  - バッドボーイズ2バッド（テレサ・バーネット〈テレサ・ランドル〉）※ソフト版
  - バッドボーイズ フォー・ライフ（テレサ・バーネット〈テレサ・ランドル〉）
  - バッドボーイズ RIDE OR DIE（テレサ・バーネット〈タシャ・スミス〉[87]）
- バットマン（ヴィッキー・ベール〈キム・ベイシンガー〉）※TBS版
- ハドソン・ホーク（アンナ・パラグリ〈アンディ・マクダウェル〉）※日本テレビ版
- バトルランナー（アンバー・メンデス〈マリア・コンチータ・アロンゾ〉）※フジテレビ版（BD収録）
- バニシング（ノーマ〈シルヴィア・ディオニシオ〉）
- バニシング・チェイス（ローラ〈リンダ・パール〉）
- パニッシャー（サム〈ナンシー・エヴァーハード〉）
- 早霜/真実への序曲（英語版）（スーザン〈シドニー・ウォルシュ〉）
- パリ警視J（リヴィア・マリア・ドロレス〈カルロス・ソット・マヨール〉）
- ハロー・ドーリー！（アーメンガード・ヴァンダーゲルダー〈ジョイス・エームス〉）※LD版
- ハロウィンH20（ケリー・テイト＝ローリー・ストロード〈ジェイミー・リー・カーティス〉）
- 犯罪心理捜査官（英語版）（オードリー・マックレア〈アリー・ウォーカー〉）
- 晩秋（アニー〈キャシー・ベイカー〉）
- ハンバーガー・ヒル（クレア）
- ヒート（イーディ〈エイミー・ブレネマン〉）※ソフト版
- ヒーロー/靴をなくした天使（ゲイル・ゲイリー〈ジーナ・デイヴィス〉）※ソフト版
- ピノキオ（カモメのソフィア[88]）
- ビバリーヒルズ・コップ2（カーラ・フライ〈ブリジット・ニールセン〉）※フジテレビ版
- ビバリー・ヒルビリーズ/じゃじゃ馬億万長者（ローラ・ジャクソン〈リー・トンプソン〉）
- 胡同のひまわり（チャン・シウチン〈ジョアン・チェン〉）
- ファーザーズ・デイ（コレット・アンドリュース〈ナスターシャ・キンスキー〉）
- ファイアー・ストーム（ケイレブの母〈フィリス・マルコム〉）
- ファイナル・オプション（ジェニー・スケルン〈ロザリンド・ロイド〉）※テレビ朝日版（BD収録）
- フェノミナン（レイス〈キーラ・セジウィック〉）
- フェラーリの鷹（フランチェスカ〈リリー・カラーチ〉）
- フォレスト・ガンプ/一期一会（ミセス・ガンプ〈サリー・フィールド〉）※ソフト版
- 不思議の国のアリス（女王様〈ミランダ・リチャードソン〉）
- ふたりのトスカーナ（イタリア語版）（ケッチェン〈イザベラ・ロッセリーニ〉）
- プッシング・ハンズ〜わが心のニューヨーク〜（マーサ〈デブ・スナイダー〉）
- フラッシュ・ゴードン（デイル・アーデン〈メロディ・アンダーソン〉）※テレビ朝日版
- PLANET OF THE APES/猿の惑星（グレース・アレクサンダー中佐〈アン・ラムジー〉）※ソフト版
- フラバー（シルヴィア〈レスリー・ステファンソン〉）
- フリーダ（ルペ・マリン〈ヴァレリア・ゴリノ〉）※ソフト版
- プリズン・エンジェル/狙われた監獄の美女（シルヴィア〈バーバラ・ニーヴン〉）
- プリティ・ウーマン（キット・デ・ルカ〈ローラ・サン・ジャコモ〉）※TBS版
- プリティ・リーグ（ベティ・ホーン〈トレイシー・ライナー〉）※日本テレビ版
- プリンス・マルコ/地中海の標的（シャネラ〈アナベル・スコフィールド〉）
- ブルーサンダー（ケイト・マーフィー〈キャンディ・クラーク〉）※フジテレビ版
- ブロークン・トレイル 遥かなる旅路（ノラ・ジョーンズ夫人〈グレタ・スカッキ〉）
- プロヴァンスの秘密（フィリピーヌ〈マリエ・アダム〉）
- ブロス/やつらはときどき帰ってくる（サリー・ノーマン〈ブルック・アダムス〉）※テレビ東京版
- プロテウス（リンダ〈トニー・バリー〉）
- ベスト・キッド2（クミコ〈タムリン・トミタ〉）※ソフト版
- ベル ある伯爵令嬢の恋（マンスフィールド夫人〈エミリー・ワトソン〉）
- ベルサイユのばら（ロザリー・バロア〈シェラ・マクロード〉）※日本テレビ版（ソフト収録）
- ヘルハザード/禁断の黙示録（英語版）（クレア・ウォード〈ジェーン・シベット〉）
- 弁護人（パク・スネ〈キム・ヨンエ〉）
- ペンタグラム/悪魔の烙印（テス・シートン〈トレイシー・グリフィス〉）※ビデオ版
- 僕たちは天使じゃない（英語版）（ハン〈ドゥドゥ・チェン〉）
- ぼくのバラ色の人生（アンナ・ファーブル〈ミシェル・ラロック〉）
- ポストモーテム 〜検死台〜（ターナー〈イワナ・ミルセヴィッチ〉）
- マーダー・ライブ 殺人中継（英語版）（ピア〈マーグ・ヘルゲンバーガー〉）
- マイ・サイエンス・プロジェクト（エリー・ソイヤー〈ダニエル・フォン・ゼルネック〉）
- マイ・フレンド・フランケン（アンディ・リッチモンド〈アンドレア・エルソン〉）
- マスク・オブ・ゾロ（エスペランザ・デ・ラ・ベガ〈ジュリエッタ・ローゼン〉）※日本テレビ版
- マドンナのスーザンを探して（ロバータ・グラス〈ロザンナ・アークエット〉）
- マニアック・コップ（エレン・フォレスト〈ヴィクトリア・キャトリン〉）※テレビ朝日版（BD収録）
- マンハッタン花物語（リサ・ウォーカー〈メアリー・スチュアート・マスターソン〉）
- ミート・ザ・フィーブル 怒りのヒポポタマス（ルシール）
- ミスター・ソウルマン（サラ〈レイ・ドーン・チョン〉）
- ミス・ペレグリンと奇妙なこどもたち（ゴラン〈アリソン・ジャネイ〉）
- 見せたがる女（ホリー・ジェイコブソン）
- ミュータント・タートルズ（エイプリル・オニール〈ジュディス・ホーグ〉）※VHS版
- 未来警察（トンプソン〈シンシア・ローズ〉）
- ミラクルマスター/7つの大冒険（キリ〈タニア・ロバーツ〉）※TBS版
- 無名家族/復讐の狼たち（ホーイエ〈ジョイ・ウォン〉）
- 名犬ラッシー（英語版）（ローラ・ターナー〈ヘレン・スレイター〉）
- メルシィ!人生（メユ・ベルトラン〈ミシェル・ラロック〉）
- モール・フランダース 〜偽りと欲望の航海〜（ルーシー〈ニコラ・ウォーカー〉）
- モナリザ・スマイル（ナンシー・アビー〈マーシャ・ゲイ・ハーデン〉）※機内上映版
- 闇を見つめる瞳（英語版）（リーン〈ダリル・ハンナ〉）
- 勇気ある追跡（マティ・ロス〈キム・ダービー〉）※テレビ朝日版
- ユナイテッド93（客室乗務員〈オパル・アラディン〉）※テレビ東京版
- ユニバーサル・ソルジャー（ヴェロニカ・ロバーツ〈アリー・ウォーカー〉）※ソフト版
- 夜の訪問者 ※日本テレビ版
- 四銃士（キティ〈ニコール・カルファン〉）
- 48時間 ※日本テレビ旧録版
- ライオンと呼ばれた男（ヴィクトリア・リオン）
- ライオンハート（ヘレン・ゴルチェ〈リサ・ペリカン〉）※テレビ東京版
- ラストエンペラー（文繍〈ヴィヴィアン・ウー〉）
- 立証責任（マーギー）
- リトルソルジャー・砦の奇跡（サリー・ジョーンズ〈レイチェル・ウォード〉）
- リベラ・メ
- リベンジ・コップ/地獄の追跡者（レイチェル〈クリステン・ダルトン〉）
- 隣人（ケイ・オーティス〈レベッカ・ミラー〉）※ソフト版
- 輪廻 リ・インカーネーション（オ・ヒョンジュ検事〈カン・スヨン〉）
- ルトガー・ハウアー 処刑脱獄（アン・マリー〈リヤ・キールステッド〉）※ビデオ版
- レイジング・ブレット 復讐の銃弾（カレン〈サリー・フィールド〉）※ソフト版
- レインマン（アイリス）※TBS版
- レッスンC（ジェーン〈マリオン・クラット〉）
- Let'sチェックイン!（ドュブラウ夫人〈フェイ・ダナウェイ〉）
- レディドール・青い欲望（エブリン〈カリン・シューベルト〉）
- ロボフォース 鉄甲無敵マリア（マリア〈サリー・イップ〉）
- ロング・ライダーズ（ベス〈エイミー・ストライカー〉）
- ワイルド・サイド（ヴァージニア・チョウ〈ジョアン・チェン〉）
- ワンス・アポン・ア・タイム・イン・アメリカ（デボラ〈エリザベス・マクガヴァン〉）※テレビ朝日版

#### ドラマ
- アースG889（デヴォン〈デブラ・ファレンティノ〉）※ビデオ版
- アナザー・ライフ〜天国からの3日間〜（グレイス・グラント＝ハイスティングス医師 / デイジー・ブラッドフォード看護士〈ジョエル・アレン〉）
- アメリカン・ヒーロー（ロンダ・ブレーク〈フェイ・グラント〉、タミ〈デボラ・メイズ〉）
- ER緊急救命室（ニーナ・ポメランツ〈ジェイミー・ガーツ〉）
- イカゲーム
- インディ・ジョーンズ/若き日の大冒険（ナディア）
- WITHOUT A TRACE/FBI 失踪者を追え!3（ローラ#12）
- 宇宙船レッド・ドワーフ号（カミール〈ジュディ・パスコー〉）
- エクスカリバー 聖剣伝説（ニミュエ〈イザベラ・ロッセリーニ〉）
- F.B.EYE!! 相棒犬リーと女性捜査官スーの感動!事件簿 #4（サマンサ・ドラン）
- がんばれ!ベアーズ（アマンダ〈トリシア・キャスト〉）
- THE KILLING/キリング（ペニレ・ビルク・ラールセン〈アン・エレウノーラ・ヤーゲンセン〉）
- キレイな男（ナ・ホンラン〈キム・ボヨン〉）
- 刑事コロンボ（ジュリー〈イザベル・ロルカ〉）
- ゲーム・オブ・スローンズ（キャトリン・スターク〈ミシェル・フェアリー〉）
- 刑事ナッシュ・ブリッジス シーズン2 #20（カレン・デッカー〈メリンダ・クラーク〉）
- コールドケース7 ザ・ファイナル（ミーガン）
- ザ・シークレット・エージェント4（タラ〈リサ・ソーンヒル〉）
- ザ・ホスピタル（リュウ・メイユン〈シェン・シーホア〉）
- 三国志演義（鄒氏〈魏慧麗〉）
- シックス・フィート・アンダー（ルース・フィッシャー〈フランセス・コンロイ〉）
- シャーロック・ホームズの冒険
  - 「ブルース・パーティントン設計書」（ヴァイオレット・ウエストベリー）
  - 「高名の依頼人」（ヴァイオレット・マーヴィル）
- 上海灘（方艶芸〈メグ・ラム〉）
- 私立探偵マグナム シーズン2 #15（カトリーナ・トリメイン）
- 新チャーリーズ・エンジェル（ジェニファー・ライス〈ディナ・メイヤー〉）
- スカーレット/続・風と共に去りぬ（メアリー・ボイル〈ティナ・ケルガー〉）
- SCORPION/スコーピオン（キャサリン・クーパー〈ペリ・ギルピン〉）
- スタートレック:エンタープライズ（マギー）
- スタートレック:ディープ・スペース・ナイン（ジェニファー）
- そして誰もいなくなった（エセル・ロジャース〈アンナ・マックスウェル・マーティン〉）
- ダークエイジ・ロマン 大聖堂（アグネス）
- ターザンの大冒険（アテナ）※NHK-BS2版
- 地上最強の美女たち!チャーリーズ・エンジェル
  - シーズン2 #11（テリー）
  - シーズン3 #5（エイミー・オトゥール）
- 24 -TWENTY FOUR-（テリー・バウアー〈レスリー・ホープ〉）
- 特攻野郎Aチーム
  - シーズン1 #2（シーラ・ロジャース）
  - シーズン2 #5（レーン・カーター）
  - シーズン3 #5（ジェニー・オルスン）、#18（サリーナ）
  - シーズン4 #3（カレン・メッシング〈ウェンディ・シャール〉）
  - シーズン5 #5（ボニータ・ガリエゴス）
- ナース・ジャッキー（シャイホーン夫人〈シーズン1：ブライス・ダナー、シーズン3：ジュディス・ライト〉）
- バーナビー警部
- 走れ!ケリー（ロビン）
- 犯罪捜査官ネイビーファイル（ケイト・パイク〈アンドレア・パーカー〉）
- 100万ドルを取り返せ!（ジョージーナ・オークリー〈ビクトリア・ウィックス〉）
- ファミリータイズ シーズン3 #13（ドナ・バロウズ）
- ふたりは最高!ダーマ&グレッグ シーズン2 #17・18（カレン・ラブ）
- フリッパー シーズン1 #21（レスリー・カントレル）
- フレンズ（エミリー・ウォルサム〈ヘレン・バクセンデール〉）
- ブロードチャーチ〜殺意の町〜（エリー・ミラー〈オリヴィア・コールマン〉）※WOWOW版
- ボーンキッカーズ 考古学調査班（ジリアン〈ジュリー・グレアム〉）
- 炎のエマ（英語版）（若い頃のエマ〈ジェニー・シーグローヴ〉）
- マイ・ビッグ・ファット・ライフ!（ヴーラ〈アンドレア・マーティン〉）
- ミス・マープル
  - 「バートラム・ホテルにて」（エルヴィラ・ブレイク）
  - 「カリブ海の秘密」（エスター・ウォルターズ）
- ミス・マープル6 グリーンショウ氏の阿房宮（キャサリン・グリーンショウ〈フィオナ・ショウ〉）
- 名探偵ポワロ
  - クラブのキング（バレリー・サンクレア〈ニーヴ・キューザック〉）
  - 100万ドル債券盗難事件（エズミー・ダルリーシュ〈ナタリー・オーグル〉）
  - 負け犬（リリー・マーグレイブ）
  - メソポタミア殺人事件（ライドナー夫人〈バーバラ・バーンズ〉）
- 名探偵モンク（ブランディ・ドーバー）
- THE MENTALIST メンタリストの捜査ファイル（コニー・ウェール、エルスペス〈フランセス・コンロイ〉）
- モンスターズ シーズン1 #22（ザン・フィンチ）
- レギオン（メラニー・バード〈ジーン・スマート〉）
- 私は殺していない（TVムービー）（カレン・ワグナー〈ジャニー・フィッツシモンズ〉）
- ONE PIECE（コビー〈モーガン・デイヴィス〉[89]）

#### アニメ
- アイス・エイジ4/パイレーツ大冒険（グラニーばあちゃん）
  - アイス・エイジ5/止めろ! 惑星大衝突（グラニーばあちゃん）
- おさるのジョージ（ワイズマン博士）
- ガミー・ベアの冒険（サニー）
- ディズニー作品
  - ポニー版、バンダイ版（廃盤）
    - ディズニーの短編映画作品（ミッキーマウス、ミニーマウス、デイジーダック、チップ、ヒューイ、ナレーション）
    - くまのプーさん（クリストファー・ロビン）
      - 新くまのプーさん（ケシー）

    - 南部の歌（ジョニー）
    - ピーター・パン（ウェンディ・モイラー・アンジェラ・ダーリング）
    - ロビン・フッド（マリアン、スキッパー）

  - ブエナ・ビスタ版
    - ディズニーの短編映画作品（デイジーダック）
    - ダンボ（プリシー）※ポニー版、バンダイ版も同様
    - ふしぎの国のアリス（アリス）※ポニー版、バンダイ版も同様
    - 王様の剣（ワート〈アーサー〉）※ポニー版、バンダイ版も同様
    - バグズ・ライフ（アッタ姫）

  - ウォルト・ディズニー・スタジオ版
    - ニセものバズがやって来た（ネプチューナ、DJ・ブルージェイ）
    - ミッキーマウスとロードレーサーズ（デイジーダック）
    - ミッキーマウス!（デイジーダック）
    - ミッキーマウスミックスアドベンチャー（デイジーダック）
- タイニー・トゥーンズ（トゥイティー）
- 電光石火バットマン（バーバラ・ゴードン/バットガール）
- バッグス・バニーのぶっちぎりステージ（トゥイティー、ヘンリー・ホーク、ナレーター 他）
- ミュータント・タートルズ（エイプリル・オニール）※東和ビデオ版

### 特撮
- 鳥人戦隊ジェットマン（ウラナイジゲンの声）

### その他のコンテンツ
- つぶより花舞台（ナレーター）
- ディズニー・オン・アイス（デイジーダック、アリス）
- 東京ディズニーリゾート（デイジーダック、アリス〈初代〉）
- スプラッシュ・マウンテン（女の子）
- 東京ドームシティ 超時空遊園地場内アナウンス（2012年10月 - 11月）
- テレメンタリー（テレビ朝日・ナレーター）
- BS世界のドキュメンタリー（ボイスオーバー）
- 趣味どきっ! そろそろスマホ #1 - #9（NHK Eテレ・ナレーション）
- ソーイング・ビーシリーズ（エズメ・ヤング（英語版））
- ミッドナイトアートシアター（フジテレビ） 解説者（「少女リンダ・あなたがいたら」）
- 立山砂防・土砂との闘い〜世界に誇る防災遺産〜（ナレーション[90]）

### シリーズ一覧
1. ↑  第1シリーズ（1993年）、第2シリーズ『R』（1993年）
2. ↑  第3期『も〜っと!おジャ魔女どれみ』（2001年 - 2002年）、第4期『おジャ魔女どれみドッカ〜ン！』（2002年）
3. ↑  第1期（2006年）、第3期『〜三美姫の輪舞〜』（2008年）、第4期『F』（2012年）
4. ↑  第2期『続 夏目友人帳』（2009年）、第3期『参』（2011年）、第4期『肆』（2012年）、第6期『陸』（2017年）、第7期『漆』（2024年）
5. ↑  特別篇『日蝕む翳』（2014年1月4日）、第2期『続章』（2014年）
6. ↑  第1期（2024年）、第2期（2025年）
7. ↑  『コンプリートボックス』（1999年）、『IMPACT』（2002年）、『Scramble Commander the 2nd』（2007年）、『UX』（2013年）、『BX』（2015年）、『X』（2018年）、『T』（2019年）、『DD』（2023年）

### 初出話一覧
1. 1 2  第13話初出
2. ↑  第5話初出
3. ↑  第1話初出
4. ↑  第9話初出
5. ↑  第33話初出